# Camera Deputaților din România
Camera Deputaților din România este una din cele două camere a Parlamentului bicameral al României. La fel ca și cealaltă cameră, Senatul, Camera Deputaților este aleasă prin vot universal, liber, secret și direct de către cetățenii cu drept de vot ai României. În prezent, Camera Deputaților din România se află alături de Senatului României în Palatul Parlamentului din București.

## Istoric
Adunarea deputaților a fost înființată drept cameră inferioară a Parlamentului român, prin Constituția din 1866.
Modul de alegere și de funcționare a suferit modificări de-a lungul timpului.
În urma adoptării Constituției de la 1938, Camera Deputaților, numită Reprezentanța Națională, reprezenta corpul legislativ prin care Regele României își exercita puterea legislativă. Constituția și, implicit, Reprezentanța, vor fi suspendate în perioada Statului Național-Legionar. 
După lovitura de stat a Regelui Mihai, va avea loc o revenire la Constituția din 1923. Acest status va fi schimbat de decretul nr. 2.218 din 13 iulie 1946, prin care Senatul urma să fie desființat. Reprezentanța era reorganizată ca Adunarea Deputaților, fiind singura cameră a Parlamentului.

## Funcționare
Camera Deputaților, asemenea Senatului, este condusă de un Birou Permanent, format din președinte, vicepreședinți, secretari și chestori. 
Președintele Camerei Deputaților are drepturi disciplinare asupra celorlalți membri ai Camerei sale, acesta putând impune anumite sancțiuni cu scopul menținerii bunei desfășurări a ședințelor. În caz de necesitate, Președintele poate cere Biroului Permanent sancțiuni mai severe, precum excluderea temporară a deputatului din ședințele Camerei.
Chestorii exercită controlul financiar asupra cheltuielilor efectuate de Cameră.
| Poziție        | Nume                      | Grup politic | Mandat din/până când |
| -------------- | ------------------------- | ------------ | -------------------- |
| Președinte     | Sorin-Mihai Grindeanu     | PSD          | din iunie 2025       |
| Vicepreședinte | Vasile-Daniel Suciu       | PSD          |                      |
| Vicepreședinte | Gianina Șerban            | AUR          |                      |
| Vicepreședinte | Raluca Turcan             | PNL          |                      |
| Vicepreședinte | Cătălin Drulă             | USR          |                      |
| Secretar       | Silvia-Claudia Mihalcea   | PSD          |                      |
| Secretar       | Patricia-Simina-Arina Moș | PNL          |                      |
| Secretar       | Cezar-Mihail Drăgoescu    | USR          |                      |
| Secretar       | Ovidiu Victor Ganț        | Minorități   |                      |
| Chestor        | Romeo-Daniel Lungu        | PSD          |                      |
| Chestor        | Mitică-Marius Mărgărit    | PSD          | din iunie 2025       |
| Chestor        | Dan Tanasă                | AUR          |                      |
| Chestor        | Loránd-Bálint Magyar      | UDMR         |                      |
| Președinte     | Ciprian-Constantin Șerban | PSD          | până în iunie 2025   |
| Chestor        | Petre-Florin Manole       | PSD          | martie - iunie 2025  |
| Chestor        | Costel-Neculai Dunava     | PSD          | până în martie 2025  |

## Președinții Camerei Deputaților după 1989
| Alegeri | Nume                | În funcție din    | Până la           | Partid    |
| ------- | ------------------- | ----------------- | ----------------- | --------- |
| 1990    | Marțian Dan         | 19 iunie 1990     | 16 octombrie 1992 | FSN       |
| 1992    | Adrian Năstase      | 28 octombrie 1992 | 22 noiembrie 1996 | FDSN/PDSR |
| 1996    | Ion Diaconescu      | 27 noiembrie 1996 | 30 noiembrie 2000 | PNȚCD     |
| 2000    | Valer Dorneanu      | 15 decembrie 2000 | 30 noiembrie 2004 | PDSR/PSD  |
| 2004    | Adrian Năstase      | 19 decembrie 2004 | 16 martie 2006    | PSD       |
| 2004    | Bogdan Olteanu      | 20 martie 2006    | 13 decembrie 2008 | PNL       |
| 2008    | Roberta Anastase    | 19 decembrie 2008 | 3 iulie 2012      | PDL       |
| 2008    | Valeriu Zgonea      | 3 iulie 2012      | 20 decembrie 2012 | PSD       |
| 2012    | Valeriu Zgonea      | 20 decembrie 2012 | 13 iunie 2016     | PSD       |
| 2012    | Florin Iordache     | 13 iunie 2016     | 21 decembrie 2016 | PSD       |
| 2016    | Liviu Dragnea       | 21 decembrie 2016 | 27 mai 2019       | PSD       |
| 2016    | Marcel Ciolacu      | 29 mai 2019       | 21 decembrie 2020 | PSD       |
| 2020    | Ludovic Orban       | 21 decembrie 2020 | 18 octombrie 2021 | PNL       |
| 2020    | Marcel Ciolacu      | 23 noiembrie 2021 | 15 iunie 2023     | PSD       |
| 2020    | Alfred Simonis      | 15 iunie 2023     | 2 septembrie 2024 | PSD       |
| 2020    | Vasile-Daniel Suciu | 2 septembrie 2024 | 23 decembrie 2024 | PSD       |
| 2024    | Ciprian Șerban      | 23 decembrie 2024 | 23 iunie 2025     | PSD       |
| 2024    | Sorin Grindeanu     | 24 iunie 2025     | prezent           | PSD       |

## Structura politică

Compoziția Camerei Deputaților la începutul mandatului în 2024.

Observație: structura menționată este cea de la începutul mandatului.

### Legislatura actuală LVII (2024–2028)
| Partid                                     | Abreviere  | %     | Locuri |
| ------------------------------------------ | ---------- | ----- | ------ |
| Partidul Social Democrat                   | PSD        | 25,98 | 86     |
| Alianța pentru Uniunea Românilor           | AUR        | 19,34 | 64     |
| Partidul Național Liberal                  | PNL        | 14,8  | 49     |
| Uniunea Salvați România                    | USR        | 12,08 | 40     |
| Partidul S.O.S. România                    | SOS RO     | 8,16  | 27     |
| Partidul Oamenilor Tineri                  | POT        | 7,25  | 24     |
| Uniunea Democrată Maghiară din România     | UDMR       | 6,65  | 22     |
| Partidele minorităților etnice din România | Minorități | 5,74  | 19     |
| Total                                      | Total      | 100   | 331    |

### Legislatura LVI (2020–2024)
| Partid     | %     | Locuri |
| ---------- | ----- | ------ |
| PSD        | 33,33 | 110    |
| PNL        | 28,18 | 93     |
| USR PLUS   | 16,66 | 55     |
| AUR        | 10    | 33     |
| UDMR       | 6,36  | 21     |
| Minorități | 5,45  | 18     |
| Total      | 100   | 330    |

### Legislatura LV (2016–2020)
| Partid     | %    | Locuri |
| ---------- | ---- | ------ |
| PSD        | 46,8 | 154    |
| PNL        | 21   | 69     |
| USR        | 9,1  | 30     |
| UDMR       | 6,4  | 21     |
| ALDE       | 6,05 | 20     |
| PMP        | 5,5  | 18     |
| Minorități | 5,15 | 17     |
| Total      | 100  | 329    |

### Legislatura LIV (2012–2016)
| Partid                      | %                                   | Locuri                    |
| --------------------------- | ----------------------------------- | ------------------------- |
| USL - PSD - PNL - PC - UNPR | 66,26 - 36,41 - 24,27 - 3,16 - 2,42 | 273 - 150 - 100 - 13 - 10 |
| ARD - PDL - FC - PNȚCD      | 13,59 - 12,62 - 0,73 - 0,24         | 56 - 52 - 3 - 1           |
| PP-DD                       | 11,4                                | 47                        |
| UDMR                        | 4,36                                | 18                        |
| Minorități                  | 4,36                                | 18                        |
| Total                       | 100                                 | 412                       |

### Legislatura LIII (2008–2012)
| Partid            | %                    | Locuri        |
| ----------------- | -------------------- | ------------- |
| PDL               | 34,43                | 115           |
| PSD-PC - PSD - PC | 34,13 - 32,93 - 1,19 | 114 - 110 - 4 |
| PNL               | 19,46                | 65            |
| UDMR              | 6,58                 | 22            |
| Minorități        | 5,4                  | 18            |
| Total             | 100                  | 334           |

### Legislatura LII (2004–2008)
| Partid              | %                     | Locuri         |
| ------------------- | --------------------- | -------------- |
| PSD+PUR - PSD - PUR | 39,75 - 34,03 - 5,72  | 132 - 113 - 19 |
| D.A. - PNL - PD     | 33,73 - 19,27 - 14,45 | 112 - 64 - 48  |
| PRM                 | 14,45                 | 48             |
| UDMR                | 6,62                  | 22             |
| Minorități          | 5,42                  | 18             |
| Total               | 100                   | 332            |

### Legislatura LI (2000–2004)
| Partid                   | %                           | Locuri            |
| ------------------------ | --------------------------- | ----------------- |
| PDSR - PDSR - PSDR - PUR | 44,92 - 40,86 - 2,31 - 1,73 | 155 - 141 - 8 - 6 |
| PRM                      | 24,34                       | 84                |
| PD                       | 8,98                        | 31                |
| PNL                      | 8,69                        | 30                |
| UDMR                     | 7,82                        | 27                |
| Minorități               | 5,21                        | 18                |
| Total                    | 100                         | 345               |

### Legislatura L (1996–2000)
| Partid                                       | %                                               | Locuri                        |
| -------------------------------------------- | ----------------------------------------------- | ----------------------------- |
| CDR - PNȚCD - PNL - PNL-CD - PER - PAR - FER | 35,56 - 23,9 - 7,58 - 1,45 - 1,45 - 0,87 - 0,29 | 122 - 82 - 26 - 5 - 5 - 3 - 1 |
| PDSR                                         | 26,53                                           | 91                            |
| USD - PD - PSDR                              | 15,45 - 12,53 - 2,91                            | 53 - 43 - 10                  |
| UDMR                                         | 7,28                                            | 25                            |
| PRM                                          | 5,53                                            | 19                            |
| PUNR                                         | 5,24                                            | 18                            |
| Minorități                                   | 4,37                                            | 15                            |
| Total                                        | 100                                             | 343                           |

### Legislatura XLIX (1992–1996)
| Partid                                           | %                                                | Locuri                         |
| ------------------------------------------------ | ------------------------------------------------ | ------------------------------ |
| FDSN                                             | 34,31                                            | 117                            |
| CDR - PNȚCD - PAC - PNL-AT - PSDR - PER - PNL-CD | 24,04 - 12,02 - 3,81 - 3,22 - 2,93 - 1,17 - 0,87 | 82 - 41 - 13 - 11 - 10 - 4 - 3 |
| FSN                                              | 12,6                                             | 43                             |
| PUNR                                             | 8,79                                             | 30                             |
| UDMR                                             | 7,91                                             | 27                             |
| PRM                                              | 4,69                                             | 16                             |
| PSM                                              | 3,81                                             | 13                             |
| Minorități                                       | 3,81                                             | 13                             |
| Total                                            | 100                                              | 341                            |

### Legislatura XLVIII (1990–1992)
| Partid       | %     | Locuri |
| ------------ | ----- | ------ |
| FSN          | 66,41 | 263    |
| UDMR         | 7,32  | 29     |
| PNL          | 7,32  | 29     |
| MER          | 3,03  | 12     |
| PNȚCD        | 3,03  | 12     |
| Alte partide | 9,86  | 39     |
| Minorități   | 3,03  | 12     |
| Total        | 100   | 396    |

## Biroul permanent al Camerei Deputaților (din decembrie 2024)
1. Președinte: Ciprian Șerban (PSD)
2. Vicepreședinți: Vasile Suciu (PSD), Gianina Șerban (AUR), Raluca Turcan (PNL), Cătălin Drulă (USR)
3. Secretari: Claudia-Silvia Mihalcea (PSD), Patricia Simina Arina Moș (PNL), Mihail-Cezar Drăgoescu (USR), Victor Ovidiu Ganț (FDGR/minorități)
4. Chestori: Daniel-Romeo Lungu (PSD), Neculai Costel Dunava (PSD), Dan Tănasă (AUR), Loránd-Bálint Magyar (UDMR)

## Grupuri parlamentare (decembrie 2024)
Deputații sunt reuniți în grupuri parlamentare. Dintr-un grup parlamentar trebuie să facă parte cel puțin 10 membri. Grupurile parlamentare sunt un indiciu în ceea ce privește componența politică a Camerei Deputaților.
| Grup parlamentar                                                    | Număr de membri |
| ------------------------------------------------------------------- | --------------- |
| Grupul parlamentar al Partidului Social Democrat (PSD)              | 86              |
| Grupul parlamentar al Alianței pentru Unirea Românilor (AUR)        | 63              |
| Grupul parlamentar al Partidului Național Liberal (PNL)             | 49              |
| Grupul parlamentar al Uniunii Salvați România (USR)                 | 40              |
| Grupul parlamentar al S.O.S. România (SOS RO)                       | 28              |
| Grupul parlamentar al Partidului Oamenilor Tineri (POT)             | 24              |
| Grupul parlamentar al Uniunii Democrate Maghiare din România (UDMR) | 22              |
| Grupul parlamentar al Minorităților Naționale (Minorități)          | 18              |

## Comisii parlamentare

### Comisii permanente
- Comisia pentru politică economică, reformă și privatizare
- Comisia pentru buget, finanțe și bănci
- Comisia pentru industrii și servicii
- Comisia pentru agricultură, silvicultură, industrie alimentară și servicii specifice
- Comisia pentru drepturile omului, culte și problemele minorităților naționale
- Comisia pentru administrație publică, amenajarea teritoriului și echilibru ecologic
- Comisia pentru muncă și protecție socială
- Comisia pentru sănătate și familie
- Comisia pentru învățământ, știință, tineret și sport
- Comisia pentru cultură, arte, mijloace de informare în masă
- Comisia juridică, de disciplină și imunități
- Comisia pentru apărare, ordine publică și siguranță națională
- Comisia pentru politică externă
- Comisia pentru cercetarea abuzurilor, corupției și pentru petiții
- Comisia pentru regulament
- Comisia pentru tehnologia informației și comunicațiilor
- Comisia pentru egalitatea de șanse pentru femei și bărbați
- Comisia pentru comunitățile de români din afara granițelor țării
- Comisia pentru afaceri europene

### Alte comisii
- Comisia de validare